# Lobelia christii
Lobelia christii är en klockväxtart som beskrevs av Ignatz Urban. Lobelia christii ingår i släktet lobelior, och familjen klockväxter.
Artens utbredningsområde är Haiti. Inga underarter finns listade i Catalogue of Life.